# Budbrooke
Budbrooke – wieś w Anglii, w hrabstwie Warwickshire, w dystrykcie Warwick. Leży 3 km na zachód od miasta Warwick i 134 km na północny zachód od Londynu. Miejscowość liczy 2319 mieszkańców.